# Potentilla comaroides
Potentilla comaroides är en rosväxtart som beskrevs av Alexander von Humboldt, Amp; Bonpl. och Chrétien Géofroy Christian Gottfried Nestler. Potentilla comaroides ingår i Fingerörtssläktet som ingår i familjen rosväxter. Inga underarter finns listade i Catalogue of Life.